# Dannemarie (Doubs)
Dannemarie, inoffiziell auch Dannemarie-lès-Glay genannt, ist eine französische Gemeinde mit 120 Einwohnern (Stand: 1. Januar 2022) im Département Doubs in der Region Bourgogne-Franche-Comté.

## Geographie
Dannemarie liegt auf 486 m, etwa 16 Kilometer südöstlich der Stadt Montbéliard (Luftlinie). Das Dorf erstreckt sich im nördlichen Jura, in einem Seitental der Doue, am Nordfuß der Höhe La Combay, nahe der Grenze zwischen Frankreich und der Schweiz.
Die Fläche des 2,25 km² großen Gemeindegebiets umfasst einen Abschnitt des nördlichen französischen Juras. Der Hauptteil des Gebietes wird von der Talmulde von Dannemarie eingenommen, die nach Norden zur Doue und damit zum Doubs entwässert wird. Die Hänge um Dannemarie sind durch verschiedene Tälchen und Erosionsrinnen untergliedert. Flankiert wird die Talmulde im Nordwesten von der mit Acker- und Wiesland bestandenen Hochfläche des Mont Beulchy (545 m), im Süden vom Waldhang der Combay, an dem mit 671 m die höchste Erhebung von Dannemarie erreicht wird. Nach Osten leiten das Waldgebiet Chênet und die Höhe von Pré du Prince zur Tafeljurahochfläche von Grandfontaine über.
Nachbargemeinden von Dannemarie sind Villars-lès-Blamont im Südwesten, Blamont im Westen, Glay im Norden sowie die schweizerischen Gemeinden Grandfontaine im Osten und Haute-Ajoie im Süden.

## Geschichte
Dannemarie wird im 13. Jahrhundert erstmals urkundlich erwähnt. Es entwickelte sich neben einem Priorat, das mit der Einführung der Reformation (1541) aufgegeben wurde. Seit dem Mittelalter gehörte das Dorf zur Herrschaft Blamont und kam 1506 unter die Oberhoheit der Grafen von Montbéliard. Als Teil der Herrschaft Blamont, die eine der vier Herrschaften des Fürstentums Württemberg-Montbéliard bildete und 1699 von Frankreich annektiert wurde, gelangte Dannemarie 1748 vertraglich endgültig an Frankreich.

## Bevölkerung
| Jahr                       | 1962 | 1968 | 1975 | 1982 | 1990 | 1999 | 2004 | 2016 | 2020 |
| Einwohner                  | 69   | 78   | 86   | 99   | 129  | 102  | 101  | 114  | 114  |
| Quellen: Cassini und INSEE |      |      |      |      |      |      |      |      |      |

Mit 120 Einwohnern (Stand 1. Januar 2022) gehört Dannemarie zu den kleinsten Gemeinden des Départements Doubs. Nachdem die Einwohnerzahl in der ersten Hälfte des 20. Jahrhunderts deutlich abgenommen hatte (1886 wurden noch 194 Personen gezählt), wurde seit Beginn der 1960er-Jahre wieder ein Bevölkerungswachstum verzeichnet. Seit 1990 ist der Trend erneut leicht rückläufig.

## Wirtschaft und Infrastruktur
Dannemarie war bis weit ins 20. Jahrhundert hinein ein durch die Landwirtschaft (Ackerbau, Obstbau und Viehzucht) geprägtes Dorf. Noch heute leben die Bewohner zur Hauptsache von der Tätigkeit im ersten Sektor. Außerhalb des primären Sektors gibt es nur wenige Arbeitsplätze im Dorf. Einige Erwerbstätige sind auch Wegpendler, die in der Agglomeration Montbéliard ihrer Arbeit nachgehen.
Die Ortschaft liegt weit abseits der größeren Durchgangsstraßen. Die Hauptzufahrt erfolgt von Glay; eine schmale Straße führt nach Villars-lès-Blamont. Der nächste Anschluss an die Autobahn A36 befindet sich in einer Entfernung von ungefähr 16 Kilometern. 